# Une lettre pressée
Une lettre pressée è un cortometraggio muto del 1907. Il nome del regista non viene riportato nei credit.

## Trama
Le disavventure di un pittore alla ricerca di soldi.

## Produzione
Il film fu prodotto dalla Pathé Frères.

## Distribuzione
La Pathé distribuì il film - un cortometraggio di 120 metri - anche negli Stati Uniti, dove venne importato e presentato il 9 novembre 1907 con il titolo inglese A Pressing Letter.